# Зоран Јовичић (привредник)
Зоран Јовичић (Београд, 1956) је привредник и друштвени радник.

## Биографија
Председник је Српског Светског Конгреса - федерације удружења српске дијаспоре.
У Београду је дипломирао на Електротехничком факултету. Завршио је последипломске студије у Сиднеју и био гостујући професор на Државном универзитету Флориде (FSU) и Универзитету Јужне Флориде (USF) у Тампи у области вештачке интелигенције, стварања интернета и аутоматског учења.
Био је директор радне организације за телеинформационе системе „Минел Ада“.
Оснивач је и власник првог приватног колеџа у тадашњој Југославији „Јунајтед колеџ“. Аутор је „Јунајтед методе“ за учење језика. Власник је Унитед Центра и Унитед корпорације.
Оснивач је прве Mortgage Broker тј Хипотекарне брокер агенције у Србији „CreditBroker“ франшизног ланаца агенција за посредовање при добијању банкарских кредита.
Од 1999. живи и ради у Сиднеју, Лондону и Београду. Држављањин је Србије и Аустралије.